# Ephydatia
Ephydatia is een geslacht van sponsdieren uit de familie van de Spongillidae.

## Soorten
- Ephydatia caatingae Nicacio & Pinheiro, 2015
- Ephydatia chileana Pisera & Sáez, 2003 †
- Ephydatia facunda Weltner, 1895
- Ephydatia fluviatilis (Linnaeus, 1759) = Echte zoetwaterspons
- Ephydatia fortis Weltner, 1895
- Ephydatia gutenbergiana (Müller, Zahn & Maidhoff, 1982) †
- Ephydatia japonica (Hilgendorf, 1882)
- Ephydatia kaiseri Rauff, 1926 †
- Ephydatia meyeni (Carter, 1849)
- Ephydatia millsii (Potts, 1888)
- Ephydatia muelleri (Lieberkühn, 1856)
- Ephydatia ramsayi (Haswell, 1883)
- Ephydatia robusta (Potts, 1888)
- Ephydatia subtilis Weltner, 1895
- Ephydatia syriaca Topsent, 1910